# Аргентина на зимних Олимпийских играх 2014
Аргентина принимала участие в зимних Олимпийских играх 2014 года, которые проходили в Сочи, Россия с 7 по 23 февраля. Команда была представлена семью спортсменами в двух видах спорта.

## Состав и результаты олимпийской сборной Аргентины

### Горнолыжный спорт
Спортсменов — 6
Мужчины
| Соревнование      | Спортсмены                     | Скоростной спуск/ 1 спуск | Скоростной спуск/ 1 спуск | Слалом/ 2 спуск | Слалом/ 2 спуск | Всего   | Место |
| Соревнование      | Спортсмены                     | Время                     | Место                     | Время           | Место           | Всего   | Место |
| ----------------- | ------------------------------ | ------------------------- | ------------------------- | --------------- | --------------- | ------- | ----- |
| Скоростной спуск  | Кристиан Хавьер Симари Биркнер |                           |                           |                 |                 | DNS     | —     |
| Суперкомбинация   | Кристиан Хавьер Симари Биркнер | 1:59,63                   | 43                        | 56,46           | 27              | 2:56,09 | 29    |
| Суперкомбинация   | Хорхе Биркнер Кетелон          | 2:01,05                   | 46                        | DNF             | DNF             | DNF     | —     |
| Супергигант       | Кристиан Хавьер Симари Биркнер |                           |                           |                 |                 | 1:23,36 | 47    |
| Супергигант       | Хорхе Биркнер Кетелон          |                           |                           |                 |                 | 1:23,89 | 49    |
| Гигантский слалом | Себастьяно Гастальди           | DNF                       | DNF                       | DNF             | DNF             | DNF     | —     |
| Гигантский слалом | Хорхе Биркнер Кетелон          | DNF                       | DNF                       | DNF             | DNF             | DNF     | —     |
| Гигантский слалом | Кристиан Хавьер Симари Биркнер | 1:26,02                   | 40                        | 1:27,89         | 40              | 2:53,91 | 40    |
| Слалом            | Себастьяно Гастальди           | 53,24                     | 46                        | DNF             | DNF             | DNF     | —     |
| Слалом            | Хорхе Биркнер Кетелон          | DNF                       | DNF                       | DNF             | DNF             | DNF     | —     |
| Слалом            | Кристиан Хавьер Симари Биркнер | DNF                       | DNF                       | DNF             | DNF             | DNF     | —     |

Женщины
| Соревнование      | Спортсмены              | Скоростной спуск/ 1 спуск | Скоростной спуск/ 1 спуск | Слалом/ 2 спуск       | Слалом/ 2 спуск       | Всего   | Место |
| Соревнование      | Спортсмены              | Время                     | Место                     | Время                 | Место                 | Всего   | Место |
| ----------------- | ----------------------- | ------------------------- | ------------------------- | --------------------- | --------------------- | ------- | ----- |
| Скоростной спуск  | Макарена Симари Биркнер |                           |                           |                       |                       | 1:46,44 | 32    |
| Суперкомбинация   | Макарена Симари Биркнер | 1:48,87                   | 31                        | 55,06                 | 18                    | 2:43,93 | 20    |
| Супергигант       | Макарена Симари Биркнер |                           |                           |                       |                       | 1:31,10 | 26    |
| Гигантский слалом | Макарена Симари Биркнер | 1:24,74                   | 44                        | 1:23,11               | 37                    | 2:47,85 | 39    |
| Гигантский слалом | Саломе Банкора          | 1:25,88                   | 50                        | 1:26,16               | 47                    | 2:52,04 | 47    |
| Гигантский слалом | Хулиетта Кирога         | DNF                       | DNF                       | Завершила выступление | Завершила выступление | —       | —     |
| Слалом            | Саломе Банкора          | 59,26                     | =31                       | 56,26                 | 26                    | 1:55,52 | 25    |
| Слалом            | Хулиетта Кирога         | DNF                       | DNF                       | Завершила выступление | Завершила выступление | —       | —     |
| Слалом            | Макарена Симари Биркнер | 59,82                     | 36                        | 56,69                 | 29                    | 1:56,51 | 27    |

### Лыжные гонки
Мужчины
Дистанционные гонки
| Соревнование              | Спортсмены      | Результат | Место |
| ------------------------- | --------------- | --------- | ----- |
| 15 км классическим стилем | Федерико Сичеро | 49:11.3   | 83    |